# Order of the Leech
Albums de Napalm Death
Enemy of the Music Business Leaders Not Followers Part. II
Order of the Leech est le dixième album de Napalm Death sorti fin 2002. Il est dans la lignée de Enemy of the Music Business et de l'EP Leaders Not Followers.

## Liste des titres
1. Continuing War on Stupidity
2. The Icing on the Hate
3. Forced to Fear
4. Narcoleptic
5. Out of Sight Out of Mind
6. To Lower Yourself (Blind Servitude)
7. Lowest Common Denominator
8. Forewarned Is Disarmed?
9. Per Capita
10. Farce and Fiction
11. Blows to the Body
12. The Great Capitulator

Il y a une piste cachée après The Great Capitulator qui est la suite de la piste caché à la fin de l'album enemy of the Music Business

## Formation
- Mark "Barney" Greenway - Chant
- Mitch Harris - Guitare
- Shane Embury - Basse
- Danny Herrera - Batterie

- Pochette par Mick Kenney

## pressages et versions
- Il existe une version Digipack limitée de cet album.
- La version Japonaise et la version vinyle contiennent deux titres bonus qui sont des reprises de Septic Death: Terrorain et Thaw.